# Profàrmac
Un profàrmac és una substància farmacològica que s'administra de forma inactivada (o un poc menys activa de com és normalment) i que, una vegada que s'ha administrat el profàrmac en qüestió, es metabolitza al cos a la forma activa. Els profàrmacs se sintetitzen a partir del fàrmac que es vol administrar mitjançant reaccions que, quan arribe a l'organisme, permeta facilitats en l'activació d'aquest fàrmac. Aquestes modificacions que es fan al principi actiu es realitzen a causa de problemes que presenta el fàrmac en la seua administració. Aquests problemes són:
Problemes relacionats amb la formulació farmacèutica i l'administració:
- Escassa hidrosolubilitat: no permet anar per via sanguínia.
- Escassa estabilitat in vitro: el fàrmac té una vida massa breu
- Problemes en l'administració: injecció dolorosa, olor o gust desagradables, etc.

Problemes relacionats amb l'etapa farmacocinètica:
- Problemes en el pas a través de les membranes biològiques: mala absorció per les mucoses i mala distribució per l'organisme.
- Inespecificitat en la distribució: arriba a llocs on no ha d'arribar.
- Inactivació metabòlica abans d'assolir el lloc d'acció.
- Acció massa breu.
- Toxicitat derivada del metabolisme: es produeixen metabòlits perjudicials per a l'organisme.

## Classificació i requisits dels profàrmacs
Els profàrmacs s'anomenen, sovint, «fàrmacs latents» o «derivats bioreversibles». Els profàrmacs se solen classificar en dos grups:
- Profàrmacs amb grup transportador: L'estructura del fàrmac original (F) es modifica per la incorporació d'un grup G, sintetitzant una nova estructura F-G, que manca de l'activitat de F i es transforma en l'organisme originant de nou F, generalment a través d'una reacció d'hidròlisi. Pot considerar-se que el grup G realitza el mateix paper que els grups protectors que s'utilitzen en síntesi orgànica per a emmascarar temporalment la reactivitat de determinades funcions.
- Bioprecursors: Aquests compostos presenten una estructura diferent a l'activa, transformant-se en aquesta a través de processos no hidrolítics i, sovint, complexos.

Un profàrmac ideal ha de tenir les següents característiques:
1. La unió del fàrmac amb el grup modulador ha de ser covalent.
2. La seua bioactivació ha de ser més ràpida que altres possibles reaccions metabòliques i que la seua eliminació.
3. Ni el profàrmac ni el grup modulador, una vegada alliberats, han de ser tòxics ni donar lloc a metabòlits tòxics. Puix la major part dels efectes tòxics derivats del metabolisme es deuen a les reaccions oxidatives, és preferible que la bioactivació dels profàrmacs siga hidrolítica.